# ميتشيل أ. ويلسون
ميتشيل أ. ويلسون (بالإنجليزية: Mitchell A. Wilson)‏ (17 يوليو 1913، نيويورك في الولايات المتحدة - 25 فبراير 1973، نيويورك في الولايات المتحدة)؛ فيزيائي وروائي أمريكي.

## روابط خارجية
- ميتشيل أ. ويلسون على موقع IMDb (الإنجليزية)
- ميتشيل أ. ويلسون على موقع قاعدة بيانات الفيلم (الإنجليزية)